# Mesosa pontianakensis
Mesosa pontianakensis là một loài bọ cánh cứng trong họ Cerambycidae. Và được phát hiện lần đầu tiên vào năm 1937 tại đảo Borneo, Indonesia.